# Perforazione orizzontale controllata

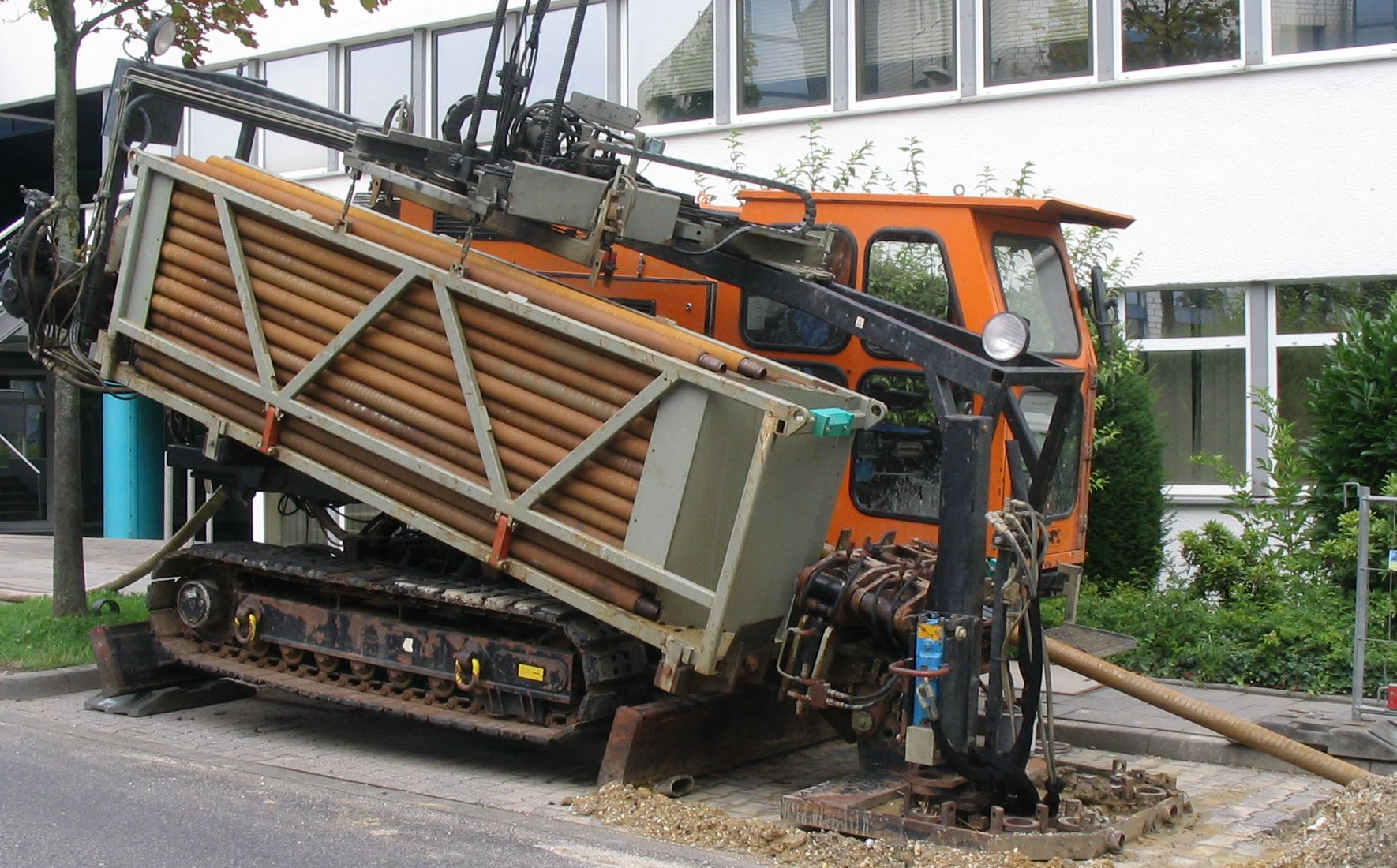
Perforatrice in azione

La perforazione orizzontale controllata o trivellazione orizzontale controllata (T.O.C.) (in inglese directional drilling o horizontal directional drilling), nota anche come perforazione direzionale, perforazione orizzontale controllata o perforazione teleguidata, è una tecnologia no dig idonea all'installazione di nuove condotte senza effettuare scavi a cielo aperto. È una tecnologia sviluppata negli anni 1960 negli Stati Uniti, come derivazione dallo scavo di pozzi petroliferi deviati, applicato al superamento di corsi d'acqua. La prima applicazione realizzata in Europa è avvenuta nel 1980 nello Yorkshire (Inghilterra) per l’attraversamento di corsi d'acqua, mentre la prima applicazione in Italia ha avuto luogo nel 1982 per la posa della condotta di un metanodotto DN 500 mm (allacciamento centrale Enel di Sermide) per l’attraversamento del fiume Po.

## Parti componenti
Un tipico impianto di directional drilling si compone delle seguenti principali parti o attrezzature:
- perforatrice (RIG) costituita da una struttura a piano inclinato con angolo variabile sulla quale trasla il carrello con l'albero di traslazione (tiro e/o spinta) e rotazione,  generalmente idraulica
- centrale di produzione e pompaggio in pressione del fluido di perforazione e circolazione, che può essere composta alternativamente da una delle seguenti tipologie:
  - gruppo di miscelazione e pompaggio fluidi a base d'acqua (con bentonite e/o polimeri/additivi)
  - compressore per l'aria
- batteria di aste di perforazione
- sistema di guida, che può essere di tipo walk-over, MGS oppure inerziale, composto in generale da una sezione fondo foro, solidale all'utensile di perforazione, e da una sezione fuori terra atta alla ricezione di segnali/misure;
- utensili fondo foro per l'esecuzione del foro pilota (pilot bore hole): punta a becco d'oca, turbina a fango, martello battente fondo foro ad aria o ad acqua
- utensili per l'allargamento del foro pilota (back reaming): alesatori, allargatori a tricono
- utensili per la fase di tiro-posa della tubazione o cavo (pullback): giunti rotativi, ecc.

## Principi di funzionamento
La tecnologia del directional drilling è essenzialmente costituita da tre fasi:
- perforazione pilota (pilot bore): normalmente di piccolo diametro (100-150 mm) si realizza mediante una batteria di perforazione che viene manovrata attraverso la combinazione di rotazioni e spinte il cui effetto, sulla traiettoria seguita dall'utensile fondo-foro, è controllata attraverso il sistema di guida; La perforazione pilota può seguire percorsi plano-altimetrici preassegnati che possono contenere anche tratti curvilinei;
- alesatura (back reaming) per l'allargamento del foro fino alle dimensioni richieste: una volta completato il foro pilota con l'uscita dal terreno dell'utensile fondo foro (exit point) viene montato, in testa alla batteria di aste di acciaio, l'utensile per l'allargamento del foro pilota (alesatore), avente un diametro maggiore a quello del foro pilota, e il tutto viene tirato a ritroso verso l'impianto di trivellazione (entry point). Durante il tragitto di rientro l'alesatore allarga il foro pilota. Questo processo può essere ripetuto più volte fino al raggiungimento del diametro richiesto. La sequenza dei passaggi di alesatura segue precisi criteri che dipendono dal tipo di terreno da attraversare a dalle sue caratteristiche geo-litologiche;
- tiro (pullback) della tubazione o del cavo del foro (detto anche "varo"): completata l'ultima fase di alesatura, in corrispondenza dell'exit point la tubazione da installare viene assemblata fuori terra e collegata, con un'opportuna testa di tiro, alla batteria di aste di perforazione, con interposizione di un giunto girevole reggispinta (detto girevole o swivel) la cui funzione è quella di trasmettere alla tubazione in fase di varo le trazioni ma non le coppie e quindi le rotazioni. Raggiunto il punto di entrata la posa della tubazione si può considerare terminata.

Le tubazioni installabili con la perforazione direzionale non solo devono essere costruite con materiali resistenti alla trazione, ma i giunti, di qualsiasi tipologia essi siano, devono poter resistere alle forze di trazione che si generano durante l'operazione di tiro. Mediante perforazione direzionale si installano principalmente tubazioni in acciaio e PEAD giuntate testa a testa; quando i giunti sono del tipo resistente alla trazione (non è sufficiente che si tratti di semplici giunti antisfilamento) allora è possibile installare anche PVC e ghisa.

## Campo di applicazione
La caratteristica essenziale di questa tecnologia è quella di permettere l'esecuzione di fori nel sottosuolo che possono avere andamento curvilineo, anche con deviazioni sia sul piano orizzontale (planimetrico), sia sul piano verticale (altimetrico), consentendo quindi perforazioni tridimensionali.
Con questa tecnologia è possibile posare condotte con diametri fino a 1600 mm e lunghezze di tiro (distanza tra punto di entrata e punto di uscita) che ormai hanno superato i 2000 m.
Di recente la T.O.C. viene sempre più utilizzata per il superamento in sotterraneo di aree instabili, effettuando la perforazione al di sotto del piano di scorrimento dei pendii .